# Carl Lüdecke

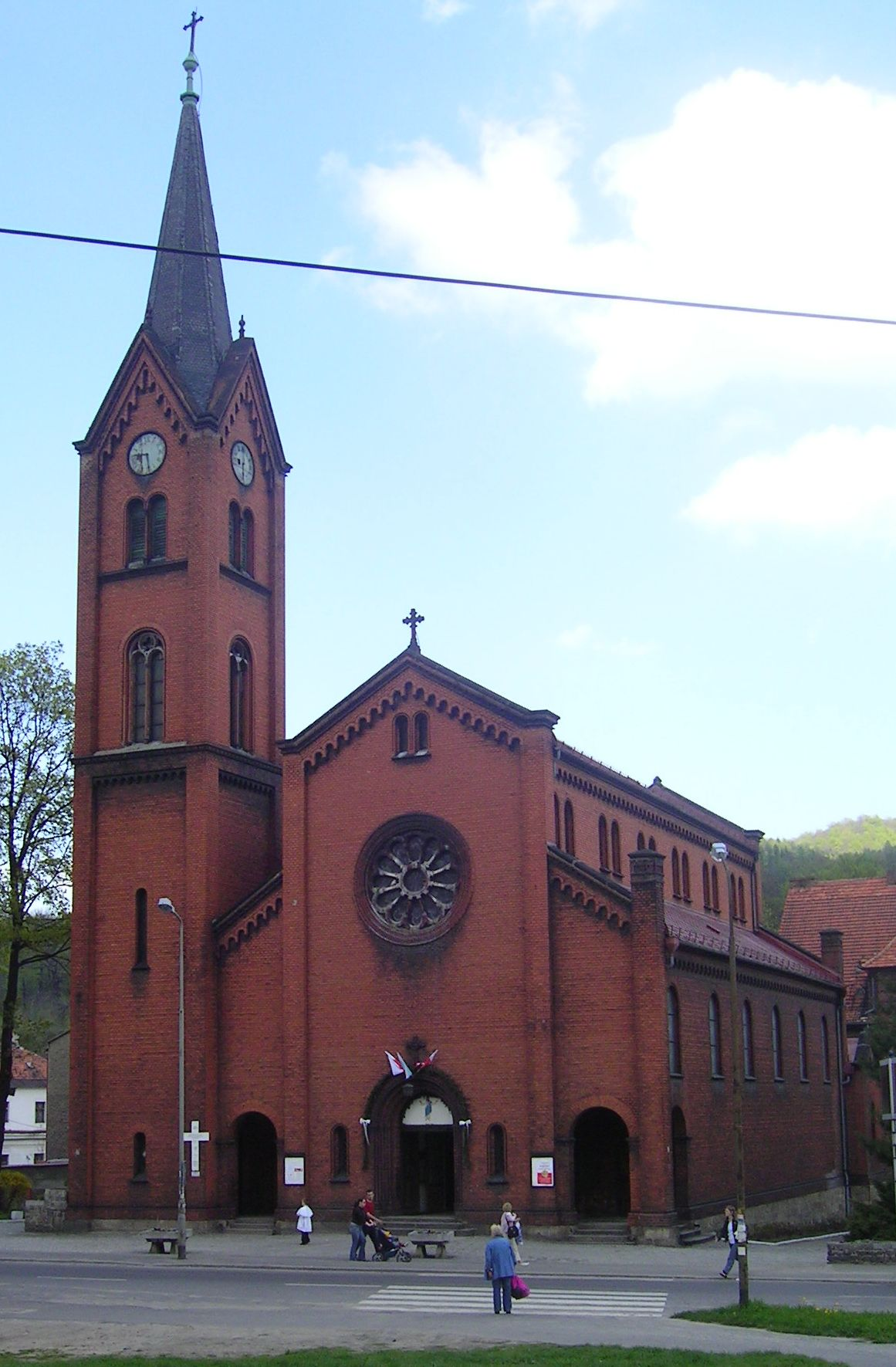
kościół w Starym Zdroju

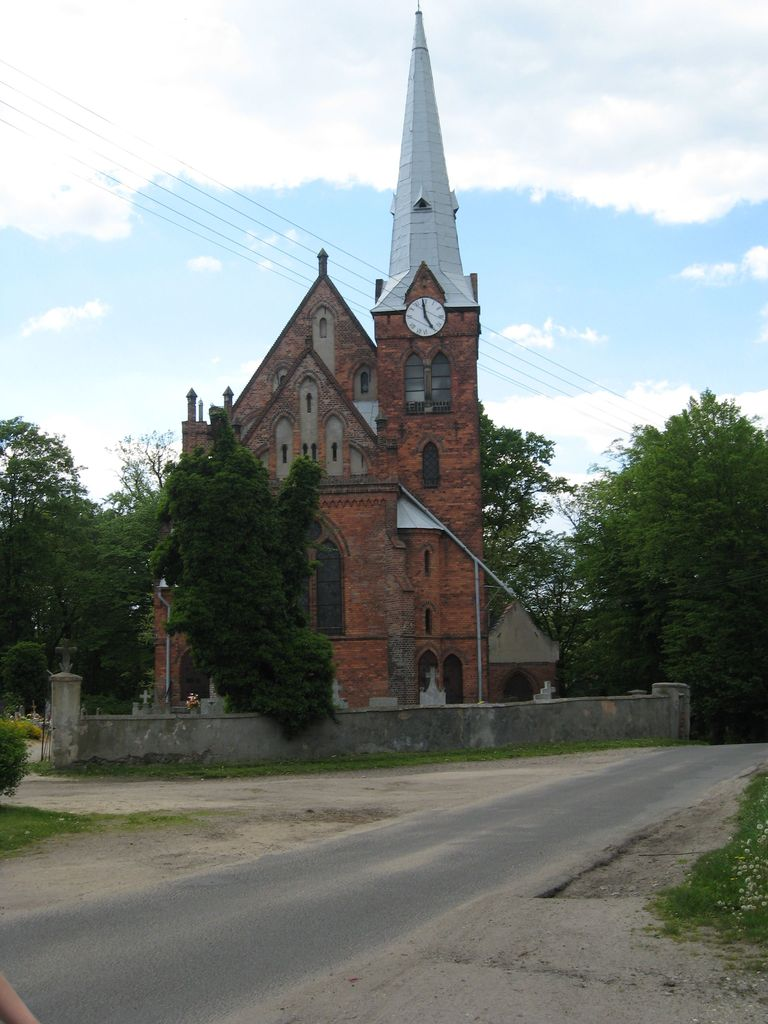
kościół w Modłej

Carl Johann Bogislaw Lüdecke (ur. 21 stycznia 1826 w Szczecinie, zm. 21 stycznia 1894 we Wrocławiu) – niemiecki architekt.

## Życiorys
Studiował w Berlinie, pracę rozpoczął na Pomorzu. Następnie przeniósł się do Wrocławia.  Od 1 grudnia 1856 roku zatrudniony był jako nauczyciel architektury i mechaniki w Szkole Budownictwa i Rzemiosł (obecnie siedziba Akademii Sztuk Pięknych), której został dyrektorem w 1875. 5 kwietnia 1869 roku otrzymał tytuł radcy budowlanego.

## Realizacje
- 1856–1863 – pałac w Biechowie
- 1860 – pałac w Tułowicach
- 1864 – pałac w Kopicach

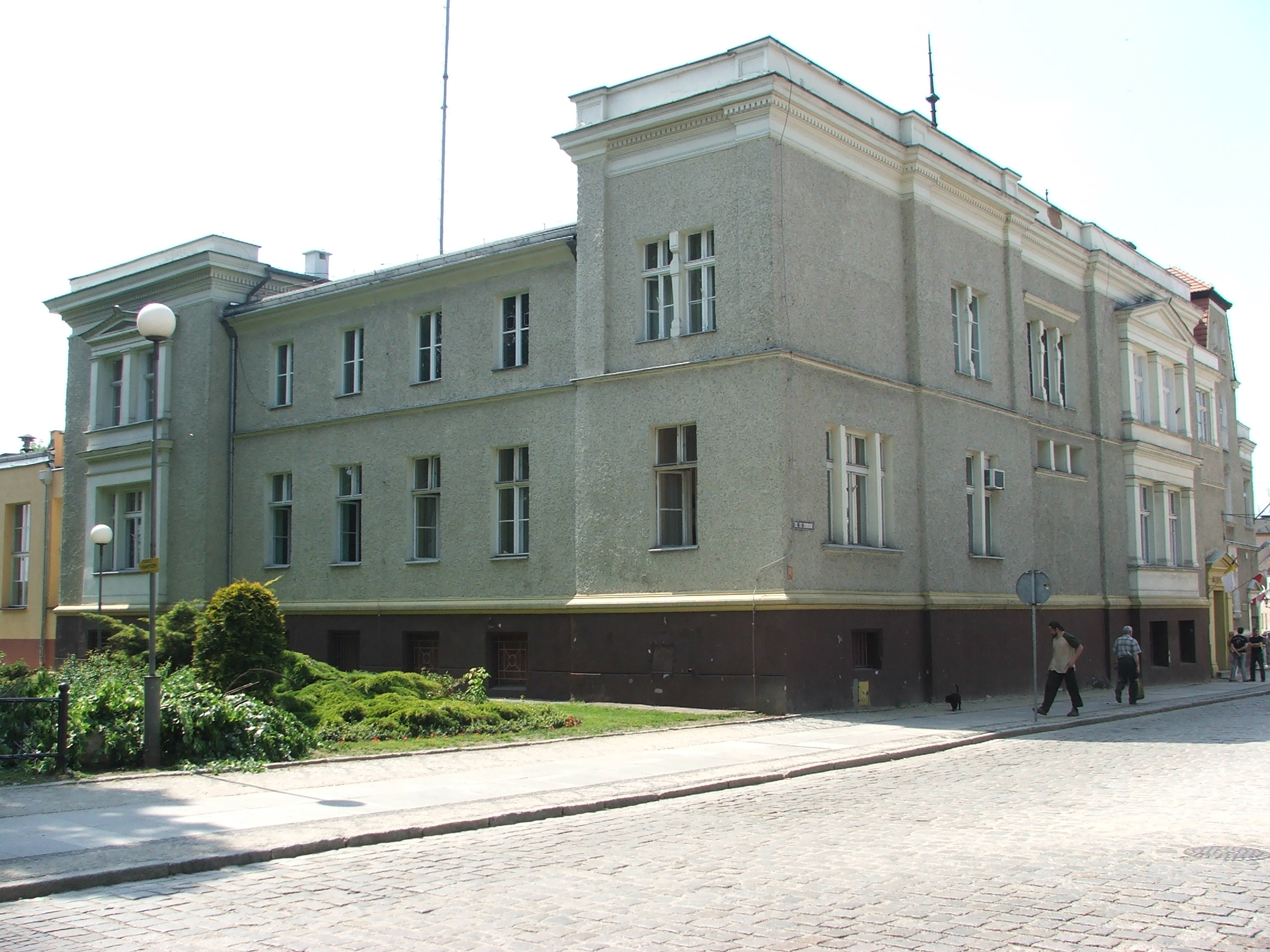
willa Richtera w Namysłowie w 2007 roku

- 1864–1867 – gmach Nowej Giełdy we Wrocławiu - postać na fasadzie będąca alegorią handlu posiada właśnie twarz architekta.
- 1865-75 – pałac w Lubnie[3]
- 1867 – kościół pw. św. Jana Chrzciciela w Dobrej
- 1867–1870 – kościół Zmartwychwstania Pańskiego w Starym Zdroju (obecnie dzielnica Wałbrzycha)
- 1868–1870 – kościół Niepokalanego Poczęcia Najświętszej Maryi Panny w Kowalowicach
- 1869 – willa urzędnika królewskiego Richtera w Namysłowie (obecnie Urząd Miejski przy ul. Dubois 3)
- 1871–1873 – kościół ewangelicki w Rychtalu (rozebrany w latach 1955–1959)[4]
- 1871 – pałac w Tworkowie
- 1873 – Kolumna Zwycięstwa w Oleśnicy
- 1874 – kościół pw. Matki Bożej Różańcowej w Modłej
- 1874–1876 – kościół pw. Matki Bożej Wspomożenia Wiernych w Twardogórze
- 1878 – pomnik Johanna Friedricha Knorra w Parku Słowackiego we Wrocławiu (do dziś zachował się tylko cokół)
- 1879–1882 – kościół ewangelicki w Chełmsku Śląskim (poświęcony 5 października 1882)[5]
- 1882–1883 – kościół pw. św. Jakuba Starszego w Nasiedlu
- 1883 – przebudowa kościoła św. Mikołaja w Brzegu
- 1884–1891 – renowacja ratusza we Wrocławiu
- 1890–1892 – renowacja katedry św. Marii Magdaleny we Wrocławiu

## Dzieła
- Das Rathhaus zu Breslau in seinen äusseren und inneren Ansichten und Details, Berlin-Breslau 1868. (napisana wspólnie z Alwin Schultz)

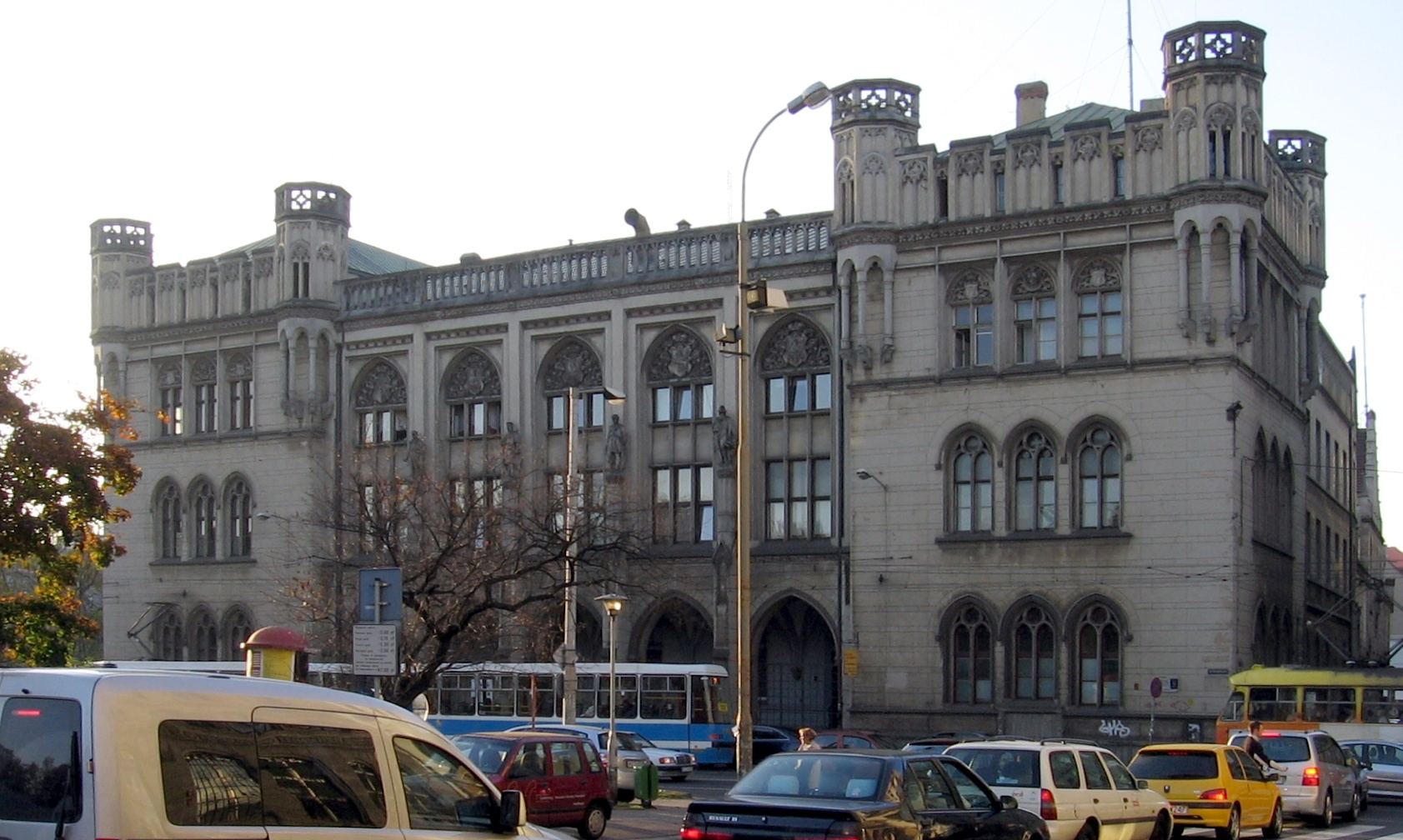
gmach Nowej Giełdy we Wrocławiu

- gmach Nowej Giełdy we WrocławiuRathaus zu Breslau: Erneuerungs-Arbeiten in den Jahren 1884 bis 1891, Berlin 1898.